# Vygoničskij rajon
Il Vygoničskij rajon (in russo Выгоничский район?) è un rajon dell'Oblast' di Brjansk, nella Russia europea; il capoluogo è Vygoniči. Istituito nel 1929, ricopre una superficie di 1.028 chilometri quadrati e nel 2010 ospitava una popolazione di 22.393 abitanti.